# Перша Алія

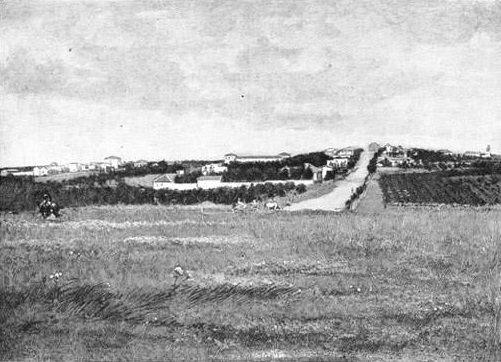
Єврейське поле Рішо ле-Сійон

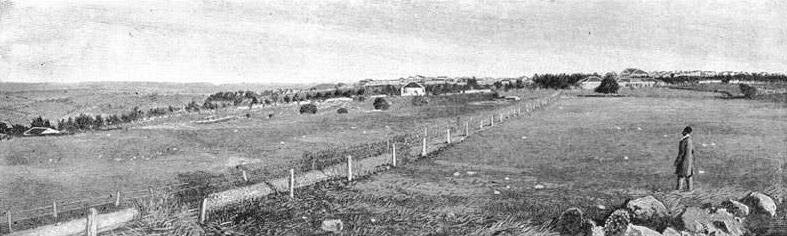
Єврейське поле Зіхрон-Яаков

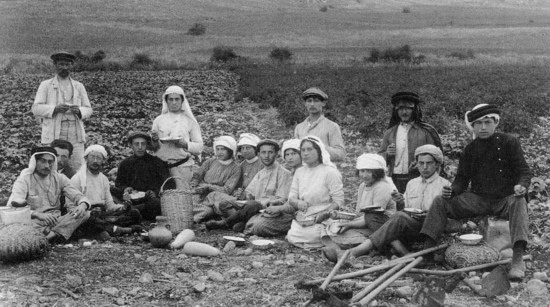
Члени руху Білу в Палестині.

Перша алія — це перша масова міграція натхнених ідеями сіонізму євреїв до Палестини (алія), яка тривала в 1881–1903 роках. Підраховано, що за цей період оселилися в Палестині близько 25 000 осіб — 35 000 осіб євреїв, які походили здебільшого з Росії i Ємену.

## Поселення

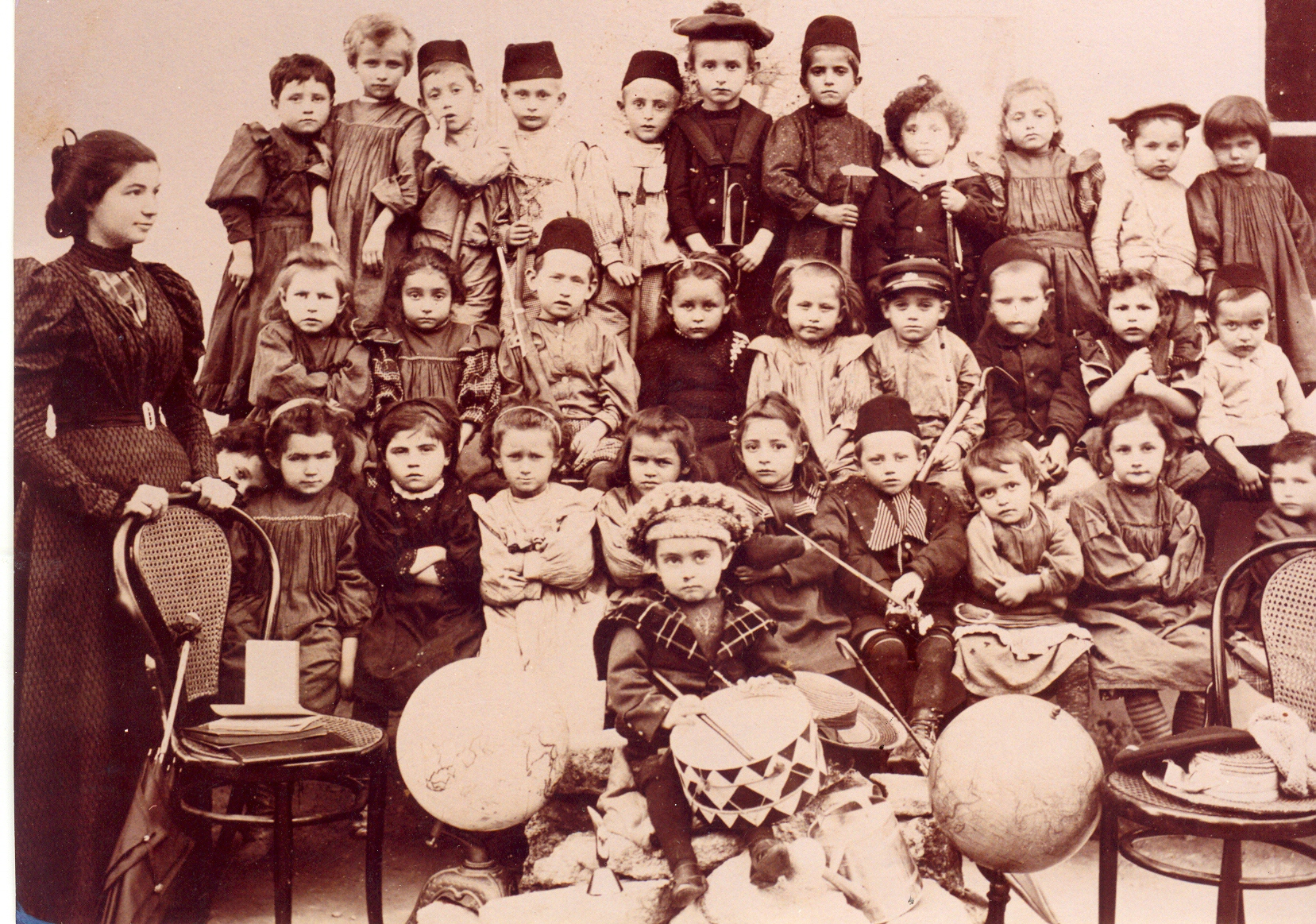
Дитячий садок у Рішон Леціоні, 1898 рік

Перша Алія заклала основи для єврейських поселень в Ізраїлі та створила кілька населених пунктів в Рішон-ле-Ціон, Рош-Піна, Зіхрон-Яков, Гедера та інші.
Більшість населених пунктів зазнавали фінансових труднощів, та більшість поселенців не знали як вести сільське господарство. Барон Едмон де Ротшильд опкувався кількома поселенями, що допомогло їм вижити, поки згодом прибуло більше поселенців з досвідом ведення сільського господарства. Саме він довгий час був головним благодійником.
Іммігранти Першої алії також сприяли існуючим єврейським містам і селищам, зокрема Петах-Тікві. Перші квартали Тель-Авіва (Неве-Цедек і Неве-Шалом) також були побудовані переселенцями Першої алії, хоча вважається що Тель-Авів був офіційно заснований тільки під час Другої алії.
Поселення створені за часів Першої алії:
- Рішон-ле-Ціон (1882)
- Рош-Піна (1882, перейменована колонія Геї-Оні, створена в 1878 році трьома родинами і існувала (назва) до 1882 року)
- Зіхрон-Яков (1882)
- Петах-Тіква (1882)
- Мазкерет-Батья (1883)
- Нес-Ціона (1883)
- Єсуд-га-Маала (1883)
- Гедера (1884)
- Бат-Шломо (1889)
- Меїр-Шфея (1889)
- Реховот (1890)
- Мішмар-га-Ярден (1890)
- Хадера (1891)
- Еїн-Зейтім (1892)
- Моца (1894)
- Гар-Тув (1895)
- Метула (1896)
- Беер-Тувія (1896)
- Бней-Єгуда (1898)
- Маханаїм (1898–1912)
- Седжера (1899)
- Масха (1901)
- Явнеель (1901)
- Менахмія (1901)
- Бейт-Ган (1903; згодом Явнеель)
- Алтіт (1903)
- Групи-Ада (1903)
- Кфар-Сава (1904)

## Ставлення палестинських євреїв
Відносини членів Першої Алії з старим Ішувом були напружені. Були розбіжності щодо економічних та ідеологічних питань. Лише кілька груп з Старого Ішува прагнули взяти участь у заселенні Першої Алії, одна така група була-Єрусалимський мир («Шлом-Єрусалаїм»).

## Міграція євреїв зі Східної Європи

### Причини для переселення
Єврейський народ жив у ролі меншини у багатьох країнах світу, серед багатьох різних націй та під різними режимами. Також вирізнялися декілька різних напрямків в межах сіоністського руху які повинні були співпрацювати один з одним.
Труднощі з досягненням національного суверенітету для євреїв у країні, де вони спочатку були крихітною меншиною, приймали за кінцеву мету навіть найбільш екстремістські «політичні» сіоністи, які вважали такий суверенітет кінцевою метою, до якої ішли по етапах. Цей конкретний погляд відкрив шлях для всіх сіоністів, зосереджуючи їх на націоналістичних культурних або соціальних та економічних цілях, закликаючи загальну та негайну підтримку своїх цілей. Фактично, ця позиція дала поштовх не тільки сіонізму, але й усім сучасним єврейським ідеологіям, що привносили чітко інший характер порівняно з іншими рухами серед інших народів.
Тобто основними ідеями були :
1. Розвиток сіоніського руху, чому сприяла активна діяльність Теодора Герцля ;
2. Всесвітній конгрес сіоністів, організація Міжнародної координації сіоністів дозволила об'єднати всіх євреїв світу під спільними цілями;
3. Збереження національної ідентичності від інших народів;
4. Благодійна допомога єврейських патріотів таких як Ротшильди , Оппенгеймери;
5. Чіткий, послідовно вироблений план дій як в Палестині так і в світовому товаристві.[4]

Імміграція до Османської Палестини з Східної Європи здійснювалося в рамках інших масових еміграцій євреїв приблизно за час яких переселолося 2,5 мільйонів людей.
 Ці міграції відбувалися наприкінці ХІХ — початку ХХ століття.
Швидке зростання населення створило деякі економічні проблеми у Східній Європі. Нестача землі та бідність вплинули на єврейські громади в Російській імперії, Галичині та Румунії.
Російські переслідування євреїв також були вагомим фактором у рішенні євреїв мігрувати. У 1881 році цар Олександр II був убитий, а влада звинуватила євреїв у причетності у вбивстві. Хоча його вбивство організували соціалістичні організації, а саме вбивство здійснив старший брат Володимира Леніна.Отже, крім травневих законів напрямлених проти євреїв, основні анти-єврейські погроми охопили смугу осілості єврейських поселень. Рух під назвою Ховевей Ціон поширився по усій Палестині (в цьому відіграла велику роль брошура Леона Пінкера Auto Emancipation), як і аналогічний рух Білу. Обидва рухи заохочували євреїв до переселення в Османську Палестину.
При закінчені першої міграції лише невелика частина з 6 000 залишилася в Османській Палестині. Це становило лише близько 2 % емігрантів, які приїхали до Палестини. Значна частина єврейського еміграційного руху походила з Росії, Румунії та Галичини. Погроми, що відбулися в Російській імперії та Румунії протягом 1881–1882 років, спричинили масову еміграцію євреїв. Перша алія відбулася в 1881–1903 роках і пройшла не так, як планувалося, оскільки у сіоністів закінчилися кошти. Благодійна Організація Ротшильда врятувала сіоністський рух, оскільки Ротшильд фінансував сіоністів за рахунок придбання великих поселень та створення нових поселень.
На момент закінчення першої Алією євреї викупили 350 000 гектарів землі. Таким чином, Перша алія визнається успішною згідно з думками деяких істориків, оскільки сіоністи мали можливість міграції та економічного процвітання в Палестині. Інші можуть сказати, що Перша алія не була успішною, оскільки багато хто з цих іммігрантів не залишилися, через брак коштів необхідних для підтримки руху. Імміграція євреїв у Палестину відбулася з 1882–1904 рр, але після цього вона також продовжувалася. Вона тривала й далі. Основним продовженням Першої алії стала Друга алія, Третя алія, Четверта алія, П'ята алія, а також переселення євреїв у XX–XXI століттях. Земля Ізраїлю, Палестина та Південна Сирія, була частиною Османської імперії протягом цього періоду. Перший центральний комітет з врегулювання питань по Землі Ізраїлю та Сирії, який також підкорявся уряду Османів, був створений згідно конвенції «Союзу сільськогосподарських поселень Ізраїлю». Конгрес Фокшані, який відбувся 11 січня 1882 р. в Румунії був першою організацією, яка організувала групові алії, за допомогою єврейських пасажирських суден.
Після першої хвилі (на початку 1880-х років) в 1890 році був ще один спалах аліанського переселення.
Причини збільшення переселень були такі:
- У 1890 році російська влада офіційно затвердила діяльність Ховевей Ціон. У тому ж році «Одеський комітет» розпочав свою діяльність у Яффі. Метою цієї організації було переселення іммігрантів до Османської Сирії.
- Єврейська ситуація погіршилася:
  - Влада продовжувала обмежувати права євреїв в бізнесі та торгівлі.
  - Москва майже цілком була етнічно очищена від євреїв.[7]
- Фінансове становище нових поселень попереднього десятиліття покращилося завдяки допомозі барона Ротшильда (розвивалося виноробство, вкладалися гроші в розвиток промисловості, закладалися нові сади, створювалися школи, дитячі садки тощо).

### Соціальне походження переселенців
Майже всі євреї зі Східної Європи походили з ортодоксальних єврейських сімей, сподіваючись поліпшити своє життя і втікаючи від антисемітизму. Однак, іммігранти, які прибули під час Першої Алії, виходили ще із зв'язку з цією землею своїх предків. Більшість із цих іммігрантів працювали ремісниками або були дрібними торговцями, але багато хто також працював у сільському господарстві. Тільки деякі з них прибули організовано за допомогою Ховевей Ціону, але більшість з них були неорганізовані, багато з них мали сім'ї та вік понад 30 років.

## Поселенці з Ємену
Перша група імміграції з Ємену прибула через шість місяців після прибуття перших європейських євреїв.